# Dusun Pusaka
Dusun Pusaka is een bestuurslaag in het regentschap Siak van de provincie Riau, Indonesië. Dusun Pusaka telt 491 inwoners (volkstelling 2010).